# Karin Janz
Karin Büttner-Janz (Lübben, 17 de fevereiro de 1952) é uma ginasta alemã que competiu em provas de ginástica artística pela Alemanha Oriental. É doutora em medicina.
Enquanto competidora, Janz conquistou medalhas em Olimpíadas, campeonatos mundiais e campeonatos europeus, tendo como um de seus principais aparelhos as barras assimétricas. Após a aposentadoria do desporto, Karin terminou a faculdade e hoje é a médica chefe do centro ortopédico do hospital Vivantes em Friedrichshain, Alemanha. Karin é lésbica.

## Carreira
Janz iniciou sua carreira de ginasta sob os cuidados de seu pai, Guido Janz, enquanto ainda criança. Em seguida, transferiu-se para a escola de esportes em Forst, onde passou a treinar com o técnico Klaus Helbeck.
Em 1967, aos quinze anos de idade, já como membro da equipe alemã oriental, Karin disputou seu primeiro Campeonato Europeu – conquistando uma medalha de prata nas barras assimétricas e uma de bronze no salto. Na sequência, Janz fora eleita a atleta nacional do ano, ainda que não fosse conhecida internacionalmente como uma grande ginasta. No ano seguinte, nos Jogos Olímpicos da Cidade do México, a ginasta conquistou suas primeiras medalhas na maior competição gímnica: Foi bronze na disputa por equipes e prata nas barras assimétricas.
Em 1969, no Campeonato Europeu – considerada a competição mais importante do continente – Karin conquistou três medalhas de ouro e uma de prata. A primeira delas, dourada, veio na disputa do individual geral. No evento seguinte, nas barras assimétricas, outra medalha de ouro. Na disputa do salto, mais uma primeira colocação. Por fim, na final do solo, Karin conquistou uma medalha de prata. No ano seguinte, em sua primeira e única participação em um Campeonato Mundial de Ginástica Artística, edição essa em Liubliana – Iugoslávia (hoje, Eslovênia), Janz conquistou uma prata por equipes, ao serem superadas pela equipe da URSS e um ouro nas assimétricas, ao superar a soviética Ludmilla Tourischeva, favorita a época. Encerrando a competição, a ginasta ainda conquistou uma prata no evento do salto.
Em 1971, apesar de não haver grandes competições, Karin obteve uma conquista: teve um movimento seu – um desmonte das barras, chamado Janz - inserido na Tabela de Elementos do Código de Pontos da FIG, após a bem sucedida execução do mesmo no Campeonato Spartakiade, realizado na Berlim Oriental. Em 1972, sob os cuidados de Jürgen Heritz e em seu último ano como ginasta, deu-se mais uma participação em Olimpíadas: Os Jogos de Munique. Nesta edição da competição, Karin conquistou cinco medalhas. A primeira delas veio na competição por equipes. Na ocasião, a Alemanha Oriental ficara com a medalha de prata, atrás da União Soviética e superando a equipe da Tchecoslováquia. Na sequência, na disputa do individual geral, Karin conquistara mais uma medalha de prata – ao ser superada por Věra Čáslavská. Nas finais por aparelhos, bronze na disputa da trave, ouro no salto e ouro nas barras assimétricas, dessa vez, superando Čáslavská em seu aparelho favorito. Após o encerramento dos Jogos, Karin fora eleita a atleta do ano. Posteriormente, a ginasta anunciara sua retirada do esporte para dar seguimento aos estudos, na intenção de tornar-se médica.
Karin estudou na Universidade de Humboldt, na Berlim Oriental e retirou seu diploma em medicina de emergência. Mais tarde, especializou-se em ortopedia, no hospital Charité. Em seguida, Janz obteve seu doutorado e sua habilitação para clinicar através do desenvolvimento de um disco artificial para a coluna, conhecido como disco de charité. Hoje, ela é coproprietária da patente deste dispositivo junto a seu colega Kurt Schellnack e atende na clínica de Hellersdorf.
No ano de 2003, a ex-ginasta fora inserida no International Gymnastics Hall of Fame .

## Principais resultados

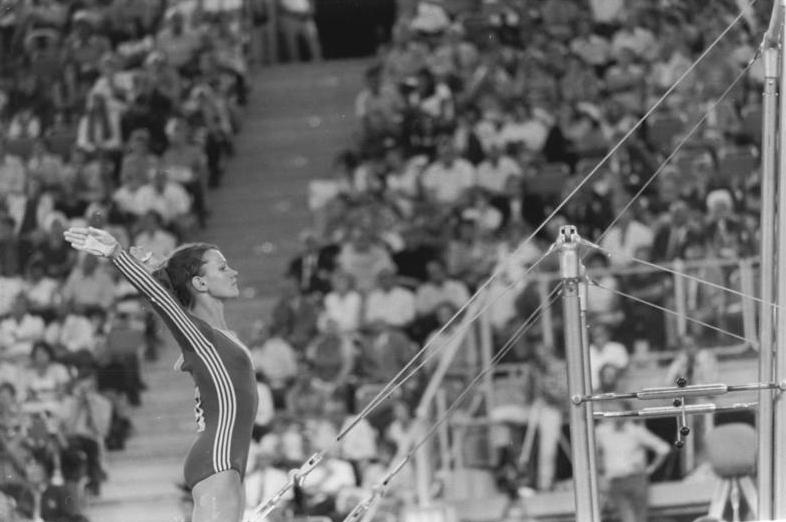
Karin Janz conquistou cinco medalhas nos Jogos Olímpicos de 1972.

| Ano  | Evento                                    | AA               | Equipe            | Salto sobre o cavalo. | Trave.            | Barras assimétricas. | Solo.             |
| ---- | ----------------------------------------- | ---------------- | ----------------- | --------------------- | ----------------- | -------------------- | ----------------- |
| 1965 | Torneio da Amizade Júnior                 | Medalha de prata |                   | Medalha de prata      | Medalha de prata  | Medalha de ouro      |                   |
| 1966 | Torneio da Amizade Júnior                 | Medalha de ouro  | Medalha de ouro   | Medalha de prata      | Medalha de bronze | Medalha de ouro      |                   |
| 1967 | Campeonato Nacional da Alemanha Oriental  | Medalha de ouro  |                   | Medalha de prata      | Medalha de prata  | Medalha de ouro      | Medalha de bronze |
| 1967 | Campeonato Europeu                        |                  |                   | Medalha de bronze     |                   | Medalha de prata     |                   |
| 1967 | Pré-Olímpico                              | 7º               |                   |                       |                   |                      |                   |
| 1968 | Campeonato Nacional da Alemanha Oriental  | Medalha de prata |                   | Medalha de ouro       |                   | Medalha de ouro      | Medalha de prata  |
| 1968 | Jogos Olímpicos                           |                  | Medalha de bronze |                       |                   | Medalha de prata     |                   |
| 1969 | Campeonato Europeu                        | Medalha de ouro  |                   | Medalha de ouro       |                   | Medalha de ouro      | Medalha de prata  |
| 1969 | Campeonato Nacional da Alemanha Oriental  | Medalha de ouro  |                   | Medalha de ouro       | Medalha de ouro   | Medalha de ouro      | Medalha de ouro   |
| 1970 | Campeonato Nacional da Alemanha Oriental  | Medalha de ouro  |                   |                       |                   |                      |                   |
| 1970 | Campeonato Mundial de Ginástica Artística |                  | Medalha de prata  | Medalha de prata      |                   | Medalha de ouro      |                   |
| 1972 | Copa Chunichi                             | Medalha de ouro  |                   |                       |                   |                      |                   |
| 1972 | Jogos Olímpicos                           | Medalha de prata | Medalha de prata  | Medalha de ouro       | Medalha de bronze | Medalha de ouro      |                   |